# José de Almeida Corte Real
Afonso José de Almeida Corte Real  (Rio Pardo, 15 de novembro de 1805 — Barra do Ribeiro, 11 de junho de 1840) foi um militar e revolucionário brasileiro.
Filho do capitão dos dragões do Rio Pardo Francisco de Borja de Almeida Corte Real, combateu na Guerra Cisplatina como cadete, participando da Batalha do Passo do Rosário, que resultou na independência do Uruguai.
Participou na Revolução Farroupilha como um dos mais ativos combatentes e, quando Bento Manuel Ribeiro aderiu pela primeira vez ao Império, foi feito coronel da Guarda Nacional e saiu em seu encalço com o cunhado major João Manuel de Lima e Silva. Era excelente soldado, portando qualquer arma que fosse.
Participou de diversas ações como a Batalha do Seival. Foi preso da Batalha do Fanfa e levado ao Rio de Janeiro como prisioneiro. Recluso no forte de Santa Cruz fugiu um ano depois em companhia do coronel Onofre Pires.
Foi morto aos 34 anos numa emboscada, na casa da Fazenda Barba Negra pertencente a Marcos Alves Pereira Salgado, fazenda esta que se estendia pelas margens do rio Guaíba e da Lagoa dos Patos, na região de Barra do Ribeiro. A Fazenda Barba Negra – ainda preservada – é um tesouro rio-grandense e um local de rara beleza, onde a cultura e costumes gaúchos estão ilustrados na arquitetura das casas e nos causos contados de geração para geração. Hoje a fazenda pertence a Celulose Rio Grandense.
Segundo uma versão, uma força imperial comandada por João Patrício de Azambuja teria invadido a fazenda, e Corte Real teria reagido e sido morto com um tiro na testa. Outra versão menciona que ele confundiu a partida como sendo amiga e foi morto com um tiro de flanco que lhe atravessou os pulmões e o fez cair morto.
Está sepultado na catedral da cidade de Viamão.